# Alto Horizonte
Alto Horizonte es un pequeño municipio brasilero en el estado de Goiás, en la microrregión de Porangatu. Fundado en 1991, a 375 m s. n. m..
Alto Horizonte es hoy centro de un municipio con 505,6 km² pero apenas de 4.500 habitantes.
El municipio limita con los municipios de Mara Rosa al norte y nordeste, Nova Iguaçu de Goiás al sudeste, Pilar de Goiás al sudoeste y Campos Verdes al oeste.